# Kristoffer Lynge
Kristoffer Lynge (26. november 1894 i Godthåb, død 19. september 1967 i København) var en grønlandsk forfatter, journalist og trykker. Derudover var han medstifter og leder af den Grønlandske Radiofoni. Han var far til Finn Lynge.

## Ungdom
Lynge blev født i Godthåb og uddannet bogtrykker da han stod i lære hos Lars Møller, den daværende redaktør af Atuagagdliutit (Grønlandsposten).
- 1914-1919 Under 1. verdenskrig i Kbh. og tog supplerende kurser.
- 1922-1952 Redaktør af bladet Atuagagdliutit

Kristoffer blev gift med sygeplejerske, Ragnhild Bugge, datter af kolonibestyrer, Conrad Olsen Bugge og Hedevig Clausen, den 11 juli 1927 i Godthaab (Nuuk). (Sygeplejerske, Ragnhild Bugge blev født den 6 juli 1901 i Nanortalik, Grønland og døde den 19 marts 1962 i København.)

## Aktivitet i forbindelse med radio
- 1942 Medstifter af Grønlands Radiofoni
- 1942-1952 Leder af Grønlands Radiofoni
- 1952-1964 Grønlandsmedarbejder ved Danmarks Radio

## Politisk aktivitet
- 1922-1926 medlem af Sydgrønlands landsråd
- 1932-1945 medlem af kommune- og Sysselråd
- 1948-1950 Fagligt medlem af "Den store Grønlandskommission"

Lynge døde i Danmark i København i 1967.

## Udgivelser
- Kristoffer Lynge (1950) Borger i Grønland – Kalâtdline Inuiak'ataunek'.
- Grønlandske Myter og Sagn I-III
- Grundbog for Studiekredse[3]
- Bugge, Aage, Kristoffer Lynge, Ad. Fuglsang-Damgaard og Frederik Nielsen(1960)Dansk-Grønlandsk ordbog, Ministeriet for Grønland, København [4]